# 索利哈爾 (英國國會選區)

選區在西密德蘭郡的位置

索利哈爾（英語：Solihull），英國國會一自治市選區，包括西密德蘭郡的索利哈爾西部。設於1945年。
本區在2005年前是保守黨的選區，此後自民黨略為佔先的選區。洛勒莉·伯特在2010年大選中以175票之差再次驚險連任。